# Tabaré Viudez
Tabaré Uruguay Viudez Mora (Montevideo, 8 de septiembre de 1989) es un futbolista uruguayo. Juega de extremo y actualmente es jugador del Montevideo Wanderers F. C.

## Trayectoria

### Defensor
Debutó oficialmente en Defensor Sporting de Uruguay el 4 de marzo de 2007 frente al Liverpool en el Estadio Luis Franzini, con el cual, además del campeonato local, disputó la Copa Libertadores y Sudamericana de ese mismo año. En el año 2008 consigue su primer título de Campeón Uruguayo con Defensor Sporting.

### Milan
En agosto de 2008 ficha por el Milan de la Serie A italiana, sin embargo su estadía en el Calcio no fue la que se esperaba por parte del conjunto lombardo, por lo que, en 2009 (al término su contrato con el Milan) el jugador queda libre y regresa a Defensor Sporting.

### América
En 2010 fue adquirido por el Club América de la Liga Mexicana aunque no jugó ni un solo partido por lo que fue cedido a préstamo al Necaxa del mismo país para el Torneo Apertura 2010.

### Necaxa
En 2010 fue adquirido por el Necaxa de la Liga Mexicana en calidad de préstamo, en el cual, jugó 15 partidos y sólo dio 1 asistencia.

### Nacional
En diciembre del mismo año, tanto el Club Nacional de Football como el Club Atlético Peñarol se interesan por Viudez, quien finalmente fue fichado por los tricolores como la primera incorporación de cara al Torneo Clausura 2010, torneo en el cual se coronó meses después, siendo la figura del partido en el que Nacional consiguió dicho campeonato, aportando tres pases de gol espectaculares para que su equipo saliera victorioso con un holgado 3-0. Luego en las finales del Campeonato Uruguayo de Fútbol 2010-11, en un partido ante el campeón del Torneo Apertura 2010, su exequipo Defensor Sporting, marcó el gol de la victoria para su equipo y así coronarse por segunda vez en su carrera como campeón Uruguayo.

### Kasimpasa
Luego de finalizar su pasaje por Nacional, en julio de 2012 pidió el pase hacia Atenas de San Carlos (perteneciente a la Segunda División Profesional de Uruguay) con el motivo de realizar un pase puente, recalando finalmente en el Kasimpasa SK de la Superliga de Turquía.

### River
Luego de largas y extensas charlas finalmente rescindió contrato con el club e hizo un acuerdo de palabra con el Club Atlético River Plate.
Luego de una larga espera para que el colombiano Teófilo Gutiérrez firmara su acuerdo con el Sporting de Lisboa, Tabaré Viudez logra debutar en River Plate el 21 de julio de 2015 en la vuelta de las semifinales de la Copa Libertadores de América contra el club paraguayo Guaraní. Ingresó en el segundo tiempo y asistió al delantero Lucas Alario para convertir el 1-1 con el que River Plate logra avanzar a la instancia final de la copa.
Marcó su primer gol oficial con la camiseta de River frente a Colón.
En el partido de ida de la final de la Copa Libertadores sufriría una lesión que le impediría disputar el partido de vuelta. Finalmente el conjunto se terminaría consagrando campeón del certamen.

### Nacional
En julio de 2016 volvió al equipo tricolor.

### Olimpia
Luego de quedar libre de su contrato con el equipo uruguayo, acordó su incorporación al equipo paraguayo.

## Estadísticas

### Clubes
| Club              | País      | Año         | Part. | Goles | Asist. |
| ----------------- | --------- | ----------- | ----- | ----- | ------ |
| Defensor Sporting | Uruguay   | 2007 - 2008 | 23    | 2     | 2      |
| Milan             | Italia    | 2008-2009   | 1     | 0     | 0      |
| Defensor Sporting | Uruguay   | 2009-2010   | 13    | 2     | 0      |
| Necaxa            | México    | 2010        | 11    | 0     | 1      |
| Nacional          | Uruguay   | 2011-2012   | 51    | 12    | 29     |
| Kasimpasa         | Turquía   | 2012-2015   | 73    | 13    | 19     |
| River             | Argentina | 2015-2016   | 28    | 1     | 5      |
| Nacional          | Uruguay   | 2016-2018   | 92    | 10    | 22     |
| Olimpia           | Paraguay  | 2019        | 33    | 5     | 7      |
| Defensor Sporting | Uruguay   | 2020        | 13    | 1     | 1      |
| Rentistas         | Uruguay   | 2021        | 22    | 1     | 0      |
| Cerro             | Uruguay   | 2022-2023   | 32    | 2     | 6      |
| Wanderers         | Uruguay   | 2023-Act.   | 48    | 3     | 0      |
| Total carrera     |           | 2007 -      | 438   | 52    | 92     |

## Selección nacional
Ha sido internacional con la Selección Sub-20 de Uruguay en el Sudamericano Sub-20 de 2009 disputado en Venezuela y en el Mundial de Fútbol Sub-20 del mismo año disputado en Egipto. En este último campeonato, convirtió el primer gol de su selección en el debut frente a Inglaterra rematando con una excelente tijera dentro del área para la victoria de Uruguay 1 a 0.
En 2011 formó parte de la delegación Uruguaya que participó de los Juegos Panamericanos Guadalajara 2011, representando al Comité Olímpico Uruguayo y finalizando en el tercer lugar logrando la medalla de bronce.
El 9 de julio de 2012 fue incluido en la lista de 18 jugadores que representaron a Uruguay en el Torneo masculino de fútbol en las Olimpiadas de Londres 2012. En el mismo participó del partido ante Senegal(que fue el segundo partido del grupo), ingresando en el segundo tiempo; y participó en el último partido del grupo frente a Gran Bretaña en el que fue titular y fue sustituido en el segundo tiempo. En este torneo Uruguay culminó su participación en primera ronda.

### Participaciones en Copas del Mundo
| Mundial             | Sede   | Resultado        | Part. | Goles |
| ------------------- | ------ | ---------------- | ----- | ----- |
| Mundial Sub-20 2007 | Canadá | Octavos de final | 2     | 0     |
| Mundial Sub-20 2009 | Egipto | Octavos de final | 4     | 1     |

### Participaciones en Sudamericanos
| Sudamericano             | Sede      | Resultado     | Part. | Goles |
| ------------------------ | --------- | ------------- | ----- | ----- |
| Sudamericano Sub-20 2009 | Venezuela | Cuarto puesto | 8     | 1     |

### Participaciones en los Juegos Olímpicos
| Olimpiadas   | Sede        | Resultado      | Part. | Goles |
| ------------ | ----------- | -------------- | ----- | ----- |
| Londres 2012 | Reino Unido | Fase de grupos | 2     | 0     |

### Participaciones en los Juegos Panamericanos
| Juegos Panamericanos | Sede   | Resultado         | Part. | Goles |
| -------------------- | ------ | ----------------- | ----- | ----- |
| Panamericanos 2011   | México | Medalla de Bronce | 4     | 0     |

## Palmarés

### Torneos nacionales
| Título                       | Club     | País     | Año    |
| ---------------------------- | -------- | -------- | ------ |
| Campeonato Uruguayo          | Defensor | Uruguay  | 2008   |
| Torneo Clausura              | Nacional | Uruguay  | 2011   |
| Campeonato Uruguayo          | Nacional | Uruguay  | 2011   |
| Torneo Apertura              | Nacional | Uruguay  | 2012   |
| Campeonato Uruguayo          | Nacional | Uruguay  | 2012   |
| Campeonato Uruguayo          | Nacional | Uruguay  | 2016   |
| Torneo Intermedio            | Nacional | Uruguay  | 2017   |
| Torneo Intermedio            | Nacional | Uruguay  | 2018   |
| Primera División de Paraguay | Olimpia  | Paraguay | A-2019 |
| Primera División de Paraguay | Olimpia  | Paraguay | C-2019 |

### Torneos internacionales
| Título               | Club        | Sede         | Año  |
| -------------------- | ----------- | ------------ | ---- |
| Juegos Panamericanos | Uruguay     | Guadalajara  | 2011 |
| Copa Libertadores    | River Plate | Buenos Aires | 2015 |
| Copa Suruga Bank     | River Plate | Osaka        | 2015 |